# 武田秀太郎
武田 秀太郎（たけだ しゅうたろう、1989年5月6日 - ）は、日本の物理工学者。専門は計量サステナビリティ学、エネルギー社会経済分析、核融合工学。京都大学博士（エネルギー科学）。ハーバード大学修士（サステナビリティ学）。知的ギフテッドとしてNHK「素顔のギフテッド」ほか出演。
2022年にマルタ騎士団によりナイトに叙任されるとともに、聖ヨハネ騎士勲章を受勲した。存命する日本国籍で唯一のマルタ騎士。
東日本大震災に際し京都大学を休学し陸上自衛隊の予備自衛官（公募〈語学〉）に任官、復学後も青年海外協力隊員としてバングラデシュ赴任。
京都大学大学院エネルギー科学研究科に専攻首席で合格、2018年に研究科史上で初となる1年飛び級で博士号を取得。その後ハーバード大学においてサステナビリティ学修士を取得。
2019年日本初の核融合スタートアップである京都フュージョニアリング社を創業。
IAEA（国際原子力機関）における国連職員を経て、2021年に当時京都⼤学全学最年少（31歳）で特定准教授に就任。2022年より九州大学准教授。第26期日本学術会議連携会員、文部科学省科学技術・学術審議会専門委員ほか。2025年より慶應義塾大学大学院メディアデザイン研究科准教授、およびKMD研究所フュージョンインダストリー研究センター センター長に就任。

## 略歴

### 学歴
- 2008年 私立東海高等学校卒業
- 2014年 京都大学工学部物理工学科材料コース卒業
- 2016年 京都大学大学院総合生存学館修士相当（総合生存学）修了
- 2018年 京都大学大学院エネルギー科学研究科 博士（エネルギー科学）取得
- 2019年 ハーバード大学大学院 Master of Liberal Arts（サステナビリティ学）取得

### 職歴
- 2013年 陸上自衛隊中部方面隊 予備2等陸曹
- 2015年 独立行政法人国際協力機構青年海外協力隊（バングラデシュ人民共和国）
- 2016年 日本学術振興会 特別研究員（DC1）
- 2019年 京都フュージョニアリング株式会社 Co-Founder & Chief Strategist
- 2020年 国際原子力機関 （IAEA）科学応用局 プロジェクト准担当官
- 2021年 京都大学大学院総合生存学館 特定准教授
- 2022年 九州大学都市研究センター 准教授
- 2025年 慶應義塾大学大学院メディアデザイン研究科 准教授

### 受賞・叙勲
- 2018年 Association of Energy Engineers International Young Energy Professional of the Year Award[10]
- 2020年 IAEA 事務局長 特別功労賞
- 2021年 英国物理学会 若手キャリア賞（NIG Early Career Prize）[11]
- 2022年 マルタ騎士団 聖ヨハネ騎士勲章

## 主な著書
- レオン・ゴーティエ『騎士道』編訳（中央公論新社、2020年1月）、ISBN 978-4-12-005259-0
- 『マルタ騎士団 知られざる領土なき独立国』（中央公論新社、2023年6月）、ISBN 978-4-12-005659-8

### 共著
- 『Commercialising Fusion Energy: How small businesses are transforming big science』（IOP Publishing、2021年）
- 『実践する総合生存学』（京都大学学術出版会、2021年）

## 出演
- 2015年 NHK ETV特集「“グローバル人材”を育成せよ～京都大学・改革への挑戦～」[12]
- 2020年 NHKドキュメンタリー「素顔のギフテッド」
- 2022年 FBS福岡放送「バリはやッ!ZIP!」 - 水曜日コメンテーター→金曜日コメンテーター[13]
- 2023年 ABEMA Prime「領土を持たない謎の国「マルタ騎士団」ってナンだ?唯一の日本人騎士を直撃!」[14]
- 2023年 TBSテレビ「日立 世界ふしぎ発見！」[15]
- 2023年 テレビ朝日「激レアさんを連れてきた。」[16]

## 参照・脚注
1. ↑  “武田 秀太郎:作品一覧、著者略歴 - アマゾン”.   Amazon.com. 2022年7月18日閲覧。
2. ↑  “計量サステナビリティ学会: ホームページ”.   計量サステナビリティ学会. 2022年7月18日閲覧。
3. ↑  NHK. “素顔のギフテッド －NHKオンデマンド”. NHKオンデマンド. 2022年7月20日閲覧。
4. ↑  “武田秀太郎准教授が聖ヨハネ騎士勲章を受勲”.   九州大学 (2022年7月5日). 2022年7月18日閲覧。
5. ↑  “科学と社会をつなぐ新しい学問「計量サステナビリティ学」とは？元・国連職員の武田秀太郎先生に聞いてみた”.   京都大学 (2022年5月25日). 2022年7月18日閲覧。
6. ↑  “TEAM”. KYOTOFUSIONEERING. 2022年7月20日閲覧。
7. ↑  “第26期連携会員一覧”. 2023年10月6日閲覧。
8. ↑  “第12期核融合科学技術委員会 原型炉開発総合戦略タスクフォース　委員名簿”. 2023年4月1日閲覧。
9. ↑  “Shutaro Takeda | KMD : Keio University Graduate School of Media Design” (英語). Shutaro Takeda | KMD : Keio University Graduate School of Media Design. 2025年4月22日閲覧。
10. ↑  “ニュース　武田秀太郎特任助教がInternational Young Energy Professional of the Yearを受賞しました。”.   京都大学大学院総合生存学館 (2018年11月6日). 2022年7月18日閲覧。
11. ↑  “共同創業者の武田秀太郎が英国物理学会から日本人初となる国際的な若手キャリア賞を受賞しました。”.   京都フュージョニアリング株式会社 (2021年12月9日). 2022年7月18日閲覧。
12. ↑  “ＮＨＫ【ＥＴＶ特集】“グローバル人材”を育成せよ　～京都大学・改革への挑戦～　２０１５年４月４日（土）夜11時、再放送：２０１５年４月１１日（土）午前0時00分（金曜深夜）”.   NHK (2015年4月4日). 2015年4月7日時点のオリジナルよりアーカイブ。2022年7月27日閲覧。
13. ↑  “バリはやッ!ZIP! 〈FBS福岡放送〉 on Twitter”.   Twitter(@barihaya) (2022年7月27日). 2022年7月27日閲覧。
14. ↑  “#アベプラ【平日よる9時〜生放送】 - 企画 - 領土を持たない謎の国「マルタ騎士団」ってナンだ?唯一の日本人騎士を直撃!”.   ABEMA (2023年6月23日). 2023年6月24日閲覧。
15. ↑  “第1671回　騎士たちが創りし地中海の宝石　マルタ”. 2023年5月13日閲覧。
16. ↑  “日本人で唯一、ローマ教皇庁に認められたマルタ騎士団に属する本物の騎士！その男の半生”. 2023年11月28日閲覧。